# Opisthacanthus elatus
Espèce
Synonymes
- Scorpio elatus Gervais, 1844
- Opisthacanthus kingbergii Thorell, 1876

Opisthacanthus elatus est une espèce de scorpions de la famille des Hormuridae.

## Distribution
Cette espèce se rencontre au Panama, en Colombie et au Venezuela,.

## Description
Le mâle néotype mesure 69,2 mm et la femelle 90,7 mm.

## Systématique et taxinomie
Cette espèce a été décrite sous le protonyme Scorpio elatus par Gervais en  en 1844. Elle est placée dans le genre Opisthacanthus par Peters en 1861.
Opisthacanthus kingbergii a été placée en synonymie par Kraepelin en 1894.

## Publication originale
- Gervais, 1844 : Remarques sur la famille des scorpions et description de plusieurs espèces nouvelles de la collection du Muséum. Archives du Muséum d'Histoire Naturelle, Paris, vol. 4, p. 201-240 (texte intégral).